# 1175 Margo
1175 Margo è un asteroide della fascia principale. Scoperto nel 1930, presenta un'orbita caratterizzata da un semiasse maggiore pari a 3,2187920 UA e da un'eccentricità di 0,0625954, inclinata di 16,26806° rispetto all'eclittica.
L'origine del suo nome è sconosciuta.